# Adelphi
|  | Aquest article tracta sobre la localitat de l'estat de Maryland (EUA). Si cerqueu la comèdia del dramaturg llatí Terenci, vegeu «Els germans». |

Adelphi és una concentració de població designada pel cens al Comtat de Prince George's a l'estat de Maryland. Segons el cens del 2000 tenia 14.998 habitants.

## Demografia
Segons el cens del 2000, Adelphi tenia 14.998 habitants, 5.332 habitatges, i 3.321 famílies. La densitat de població era de 1.956,3 habitants per km².
Dels 5.332 habitatges en un 30,6% hi vivien nens de menys de 18 anys, en un 42,5% hi vivien parelles casades, en un 13,5% dones solteres, i en un 37,7% no eren unitats familiars. En el 27,5% dels habitatges hi vivien persones soles el 6,1% de les quals corresponia a persones de 65 anys o més que vivien soles. El nombre mitjà de persones vivint en cada habitatge era de 2,77 i el nombre mitjà de persones que vivien en cada família era de 3,35.
Per edats la població es repartia de la següent manera: un 22,7% tenia menys de 18 anys, un 13% entre 18 i 24, un 35,7% entre 25 i 44, un 19,1% de 45 a 60 i un 9,5% 65 anys o més.
L'edat mediana era de 32 anys. Per cada 100 dones de 18 o més anys hi havia 96,6 homes.
La renda mediana per habitatge era de 45.827 $ i la renda mediana per família de 53.839 $. Els homes tenien una renda mediana de 32.495 $ mentre que les dones 31.932 $. La renda per capita de la població era de 20.952 $. Entorn del 6,6% de les famílies i el 9% de la població estaven per davall del llindar de pobresa.

## Poblacions properes
El següent diagrama mostra les poblacions més properes.